# Hyperdub
Hyperdub ist ein britisches Plattenlabel im Bereich der elektronischen Musik.

## Geschichte
Hyperdub wurde 2004 von Steve Goodman alias Kode9 in London gegründet. Die erste Veröffentlichung war die Single Sign Of The Dub / Stalker von Kode9 und Daddi Gee. 2005 erschien mit South London Boroughs die erste Veröffentlichung des Musikers Burial. Nach ersten Erfolgen in der Szene erschien 2006 Burials auch international vielbeachtetes Debütalbum.
Bis 2007 blieb die Zahl der Veröffentlichungen überschaubar, aber in den folgenden Jahren kamen zahlreiche neue Künstler wie Ikonika, Darkstar, King Midas Sound, Ill Blu und Terror Danjah zum Label. 2009 erschienen anlässlich des fünfjährigen Bestehens die Compilation 5: Five Years of Hyperdub.

## Künstler (Auswahl)
- Burial
- Cooly G
- Darkstar
- DJ Rashad
- DVA
- Fatima Al Qadiri
- Funkystepz
- Ikonika
- Ill Blu
- King Britt presents Fhloston Paradigm
- King Midas Sound
- Kode9
- Laurel Halo
- L.V.
- Mark Pritchard
- Morgan Zarate
- Ossie
- Quarta 330
- Terror Danjah
- The Space Ape
- Zomby